# Musha
Musha är ett vattendrag i Burundi.   Det ligger i provinsen Makamba, i den sydvästra delen av landet, 90 km söder om huvudstaden Bujumbura.
Omgivningarna runt Musha är en mosaik av jordbruksmark och naturlig växtlighet. Runt Musha är det tätbefolkat, med 319 invånare per kvadratkilometer.